# Tisbe wirketissae
Tisbe wirketissae is een eenoogkreeftjessoort uit de familie van de Tisbidae. De wetenschappelijke naam van de soort is voor het eerst geldig gepubliceerd in 1967 door Chislenko.